# Малиновский, Альфред Августович
Альфред Августович Малиновский (18 мая 1938, Актюбинск — 22 октября 2021, Москва) — советский и российский профсоюзный и общественный деятель, гражданский пилот первого класса, заслуженный работник транспорта Российской Федерации. Президент (1989—1996) и вице-президент (1996—2021) профсоюза лётного состава гражданской авиации России.

## Биография
Родился 18 мая 1938 в Актюбинске Казахской ССР, в семье военнослужащего. После учёбы в средней школе, поступил в военное лётное училище в посёлке Халилово Оренбургской области, которое окончил в 1958 году. В 1978 году окончил Высшую партийную школу при ЦК КПСС, в 1986 году — Московский институт управления имени Серго Орджоникидзе.
С 1959 года работал в гражданской авиации. Прошёл путь от второго пилота в Актюбинске до командира лётного отряда в Джамбуле. Летал на самолётах Як-12, Як-18, Як-40, Ил-14, Ил-28, Ил-62, Ан-2. Пилот первого класса. Имел налёт более 20 000 часов, подготовил более 150 лётных специалистов.
В 1982 году переехал в Москву, где до 1990 года работал командиром воздушного судна в аэропорту Домодедово.
Член КПСС с 1973 по 1989 год.
С 1988 по 1989 год являлся членом ЦК профсоюза авиаработников, входившего в систему Всесоюзного Центрального Совета профессиональных союзов (ВЦСПС). Был организатором общественного отдела по работе с лётным составом.
В 1989 году был одним из основателей свободных профсоюзов в СССР, стал первым президентом Ассоциации (с 1991 года — профсоюза) лётного состава гражданской авиации СССР (а затем — России) (ПЛСР).
Инициировал и лично принимал участие в ряде аналитических и научных исследований медико-биологических аспектов лётного труда на базе ведущих НИИ в области авиационно-космической медицины и медицины труда. Результаты этих исследований легли в основу Санитарно-гигиенической характеристики лётного труда, утвержденной Правительством РФ, а также отнесения условий лётного труда к «особым, вредным 3 класса, 3-4 степени». Это способствовало решению вопроса о повышенном льготном пенсионном обеспечении лётного состава гражданской авиации России.
Вёл активную профсоюзную работу, направленную на улучшение социально-трудовых отношений в авиапредприятиях России и повышение уровня безопасности полётов в гражданской авиации.
Входил в инициативную группу по созданию Демократической партии России, но в образовавшуюся партию не вступил. Участвовал в собраниях Демократической платформы в КПСС, съездах движения «Демократическая Россия», а в 1991 году был избран членом Совета представителей движения.
В 1991 году вместе с руководителями СОЦПРОФ и НПГР инициировал создание Российской трёхсторонней комиссии по регулированию социально-трудовых отношений (РТК), вошел в её первый состав в 1992 году и был её членом до 1996 года.
Являлся постоянным представителем лётного состава в отраслевых комиссиях по разработке тарифных соглашений гражданской авиации.
В 1995 года Малиновский выиграл в Конституционном суде РФ дело о праве на забастовку лётного состава гражданской авиации.
За время руководства ПЛСР, Малиновским были реализованы следующие инициативы:
- прекращено действие дисциплинарного устава, ущемляющего гражданские права лётного состава гражданской авиации;
- восстановлено право на заработанную льготную пенсию у лиц лётного состава, лишённых этого права с увольнением по дисциплинарному уставу;
- условия лётной работы признаны «особыми, вредными, опасными, напряженными по 3 классу, 3-4 степени»;
- установлена 36-часовая рабочая неделя;
- установлены партнёрские отношения в отрасли в форме регулярного заключения тарифного соглашения[4];
- установлено сотрудничество с международной федерацией линейных пилотов IFALPA на правах ассоциированного членства;
- подготовлен и согласован с руководством Пенсионного фонда России проект действующего в настоящее время ФЗ-155 «О пенсионном обеспечении лётного состава гражданской авиации России»;
- изменена методика исчисления льготной выслуги лет, включающая весь налёт за весь период лётной работы в сумме, а не отдельно по годам, что ликвидировало потерю выслуги лет на 30 % и соответствующую потерю размера пенсии.

В 1996—2021 годах был вице-президентом ПЛСР.
Неоднократно участвовал в конференциях, теле- и радиопередачах, посвящённых проблемам гражданской авиации.
Умер 22 октября 2021 года в Москве.

## Награды
- Почётная грамота Верховного Совета Казахской ССР (1973)
- Знак «За безаварийный налёт» (1976)
- Знак «Отличник Аэрофлота» (1976)
- Почётное звание «Заслуженный работник транспорта Российской Федерации» (2008)[12]